# برتران كلوزيل

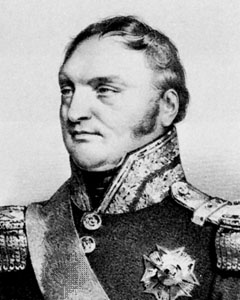
المارشال كلوزيل

المارشال برتران كلوزيل (بالفرنسية: Bertrand Clauzel)‏ أو الكونت كلوزيل (بالفرنسية: Comte Clausel)‏ ـ (12 سبتمبر 1772 ـ 21 أبريل 1842) هو ضابط فرنسي، شارك في الثورة الفرنسية ضد ملكية يوليو وفي حرب الاستقلال الإسبانية وفي احتلال الجزائر، التي صار حاكمًا عامًا لها فيما بعد، خلفًا للجنرال دي بورمن. ألحقه نابليون الأول بالنبلاء، ورفعه لويس فيليب الأول إلى رتبة مارشال فرنسا (فبراير 1831).

## الأوسمة والتكريم
- وسام القديس لويس من رتبة فارس
- وسام جوقة الشرف من رتبة ضابط عظيم (من نابليون الأول)
- حُفر اسمه على قوس النصر بباريس

## روابط خارجية
- برتران كلوزيل على موقع الموسوعة البريطانية (الإنجليزية)